# Zezico Guajajara
Zezico Rodrigues Guajajara (Aldeia indígena Zutiwa em Arame, ? — Arame, 31 de março de 2020) foi um professor e líder indígena brasileiro do povo Guajajara.
Foi uma das primeiras lideranças indígenas a se destacar no estado do Maranhão. Foi membro do Conselho Distrital de Saúde Indígena, membro da Comissão de Caciques e Lideranças da Terra Indígena Araribóia, na qualidade de coordenador da Região Zutiwa, e um dos fundadores da Coordenação das Organizações e Articulações dos Povos Indígenas do Maranhão, entidade que luta pelos direitos indígenas. Como membro da Comissão Estadual de Articulação de Políticas Públicas para os Povos Indígenas participou da elaboração da política indigenista oficial do governo do Maranhão. Participou em 2015 da organização e implantação da primeira brigada de apoio às queimadas na Região Zutiwa da Terra Indígena Araribóia. Foi também um defensor dos direitos do povo Awá-Guajá, que vive isolado na TI Araribóia.
Também foi por mais de vinte anos professor da rede pública estadual. Dirigiu o Centro de Educação Escolar Indígena Azuru, na aldeia Zutiwa, e foi Orientador de Estudos do Pacto Nacional pelo Fortalecimento do Ensino Médio. Deve-se principalmente à sua atividade sua aldeia ter conseguido construir a escola, além de trazer serviço de saúde, professores e formar uma associação comunitária.
Era membro do grupo Guardiões da Floresta, que fiscaliza e combate a extração ilegal de madeira na TI Araribóia, que há anos vem sendo continuamente invadida e explorada por madeireiros. Zezico denunciou várias vezes as invasões ao governo, sem conseguir sensibilizá-lo, e recebia ameaças de madeireiros ilegais desde 2016. Em 2017, em entrevista ao jornalista Scott Wallace, Zezico havia dito que "sou o mais procurado dos líderes pelos invasores e pistoleiros". Em entrevista ao Amazon Watch após os incêndios de 2019, Zezico disse que os Guardiões da Floresta precisavam de mais apoio para combater os incêndios e madeireiros ilegais: "Nós, Guajajara, dependemos desta terra, dela sobrevivemos. Nossa cultura, identidade e valores estão ligados ao nosso território. Nossa visão é que a Terra precisa de nós e nós dela. Não temos recursos financeiros nem políticas do governo brasileiro para nos apoiar nessa batalha pelo nosso território, mas continuamos lutando porque é a única opção que temos. Todos nós que somos chefes e líderes recebemos ameaças. O governo nunca age. Ao longo de todo esse período perdemos guerreiros sem que os assassinos sejam punidos".
Em 31 de março de 2020 seu corpo foi encontrado perto da aldeia Zutiwa, tendo sido assassinado a tiros. Foi instaurado um inquérito para apurar os autores do crime. Sua morte foi amplamente divulgada e repercutiu internacionalmente em notas da Amazon Watch, da Global Initiative e da Human Rights Watch. A Human Rights Watch lamentou o assassinato e exigiu "investigação rápida, rigorosa e imparcial para a devida responsabilização dos envolvidos".
Foi a quinta liderança Guajajara a ser morta desde 2019. Segundo Felipe Betim, "sua morte ocorre em meio à escalada da violência na região e meses depois de o líder Paulino Guajajara ter sido assassinado a tiros em novembro". O aumento da violência fez com que o governador Flávio Dino decretasse a criação da Força Tarefa de Proteção à Vida Indígena. De acordo com a Articulação dos Povos Indígenas do Brasil — que exigiu rigor nas investigações do assassinato e denunciou o crime à Comissão Interamericana de Direitos Humanos — a TI Araribóia é o principal foco de violência contra indígenas no Maranhão.
Em 29 de maio o Ministério Público Federal denunciou à Justiça Federal Nilson Carneiro Sousa Guajajara e Eduardo dos Santos Guajajara por homicídio qualificado. Segundo a denúncia, "o crime foi motivado por desavenças dos denunciados contra o indígena, em razão de disputas por terras e direitos indígenas".
Zezico era reconhecido pelo povo Guajajara como um dos seus principais líderes. Segundo o Núcleo de Estudos de Populações Indígenas da Universidade Federal de Santa Catarina (UFSC), era "uma das lideranças indígenas mais importantes do Brasil". Segundo o Conselho do Mosaico Gurupi, Zezico "construiu sua trajetória na defesa do seu povo e do seu território com muita sabedoria". Em nota oficial de pesar a Funai o chamou de "importante e atuante liderança da região". Em nota oficial conjunta, o Conselho Indigenista Missionário, o Centro de Trabalho Indigenista, o Instituto Socioambiental (ISA) e o Greenpeace disseram que "é com profunda tristeza e indignação que noticiamos a morte de mais uma liderança indígena que lutava contra invasões e roubo de madeira em seu território. [...] Zezico tinha forte atuação em defesa do território tradicional do povo Guajajara. Como liderança, posicionava-se contra a derrubada da floresta e vinha denunciando a crescente presença de invasores e o roubo de madeira na TI Araribóia". A líder Sônia Guajajara assim se referiu a ele: "Perdemos mais um guerreiro, um grande líder do povo Guajajara. Zezico Guajajara foi um importante líder indígena, sempre combativo, corajoso e comprometido com a luta em defesa de nosso povo".